# Novoúspenka
Novoúspenka (en rus: Новоуспенка) és un poble del krai de Krasnoiarsk, a Rússia, segons el cens del 2010 tenia 620 habitants. Pertany al districte municipal d'Àban.